# مازر

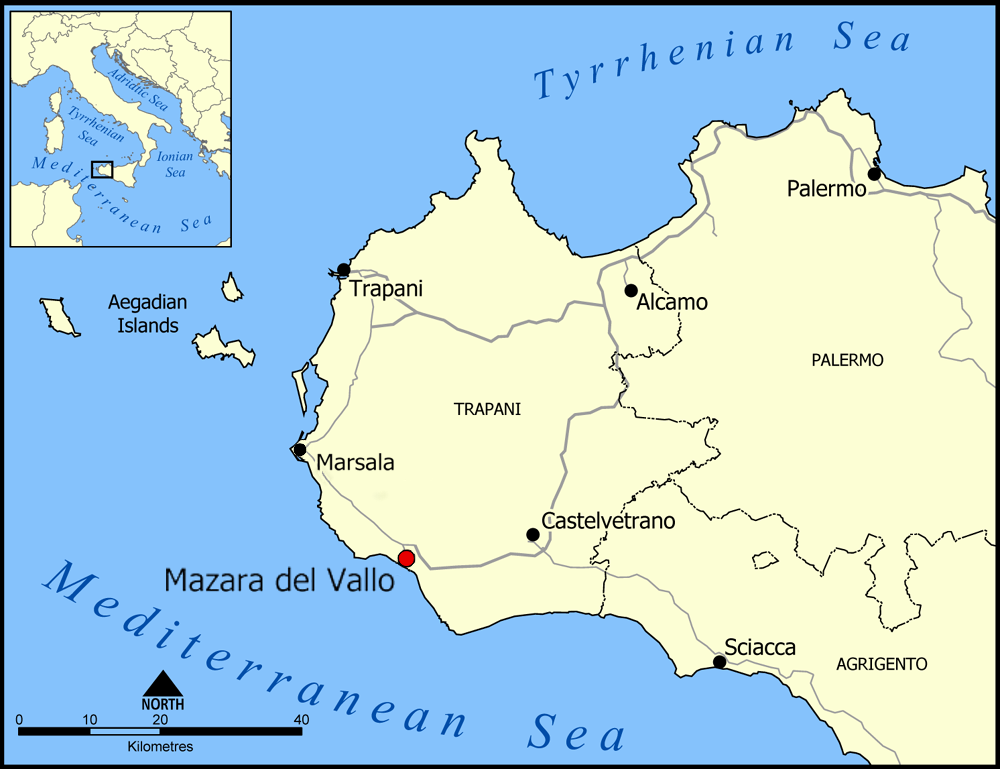
موقع مازر

مَازَر  (بالإيطالية: Mazara del Vallo مازارا دل فالو)‏ مدينة إيطالية في أقصى غرب جزيرة صقلية مطلة على البحر المتوسط عند مصب وادي المجنون (Mazaro)، ضمن مقاطعة طرابنش، تبعد عن مدينة طرابنش 55 كم جنوبا، كما تبعد عن الساحل الإفريقي ممثلا بتونس مسافة 100 كم، اقتصادها يعتمد على الزراعة خاصة العنب وصيد الأسماك والصناعات القائمة عليهما إضافة لصناعة الأثاث، عدد سكانها 50.377 نسمة.
تعتبر مركز زراعي هام وأحد أهم مراكز الصيد الأسماك ويوجد على مرفأها أكبر أسطول صيد في إيطاليا.
تاريخها قديم جدا يصله البعض إلى 12.000 سنة قبل الميلاد، وتعاقبت عليها الدول والفاتحون على مر التاريخ، من الفينيقيين والأغريق والرومان وغيرهم، وقد فتحها العرب عام 827 م، وأدخلوا إليها زراعات مثل الحمضيات وأساليب ري جديدة فازدهرت الزراعة فيها، وأصبحت مركزا مهما للدراسات الإسلامية لتعلم الأدب والشعر والقانون والشريعة الإسلامية، ولايزال شاهدا في وسطها التاريخي حي القصبة.

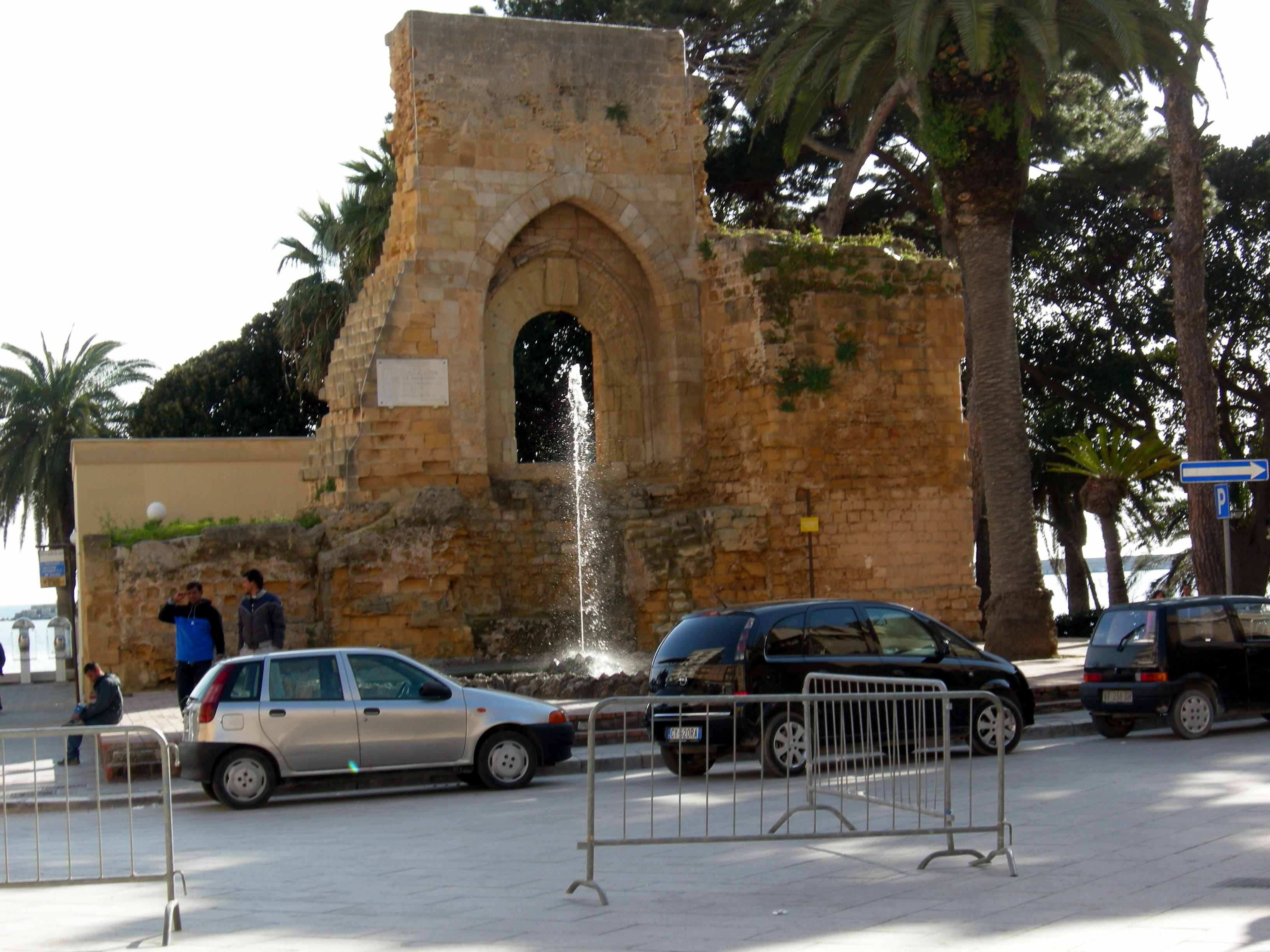
القوس النورماني
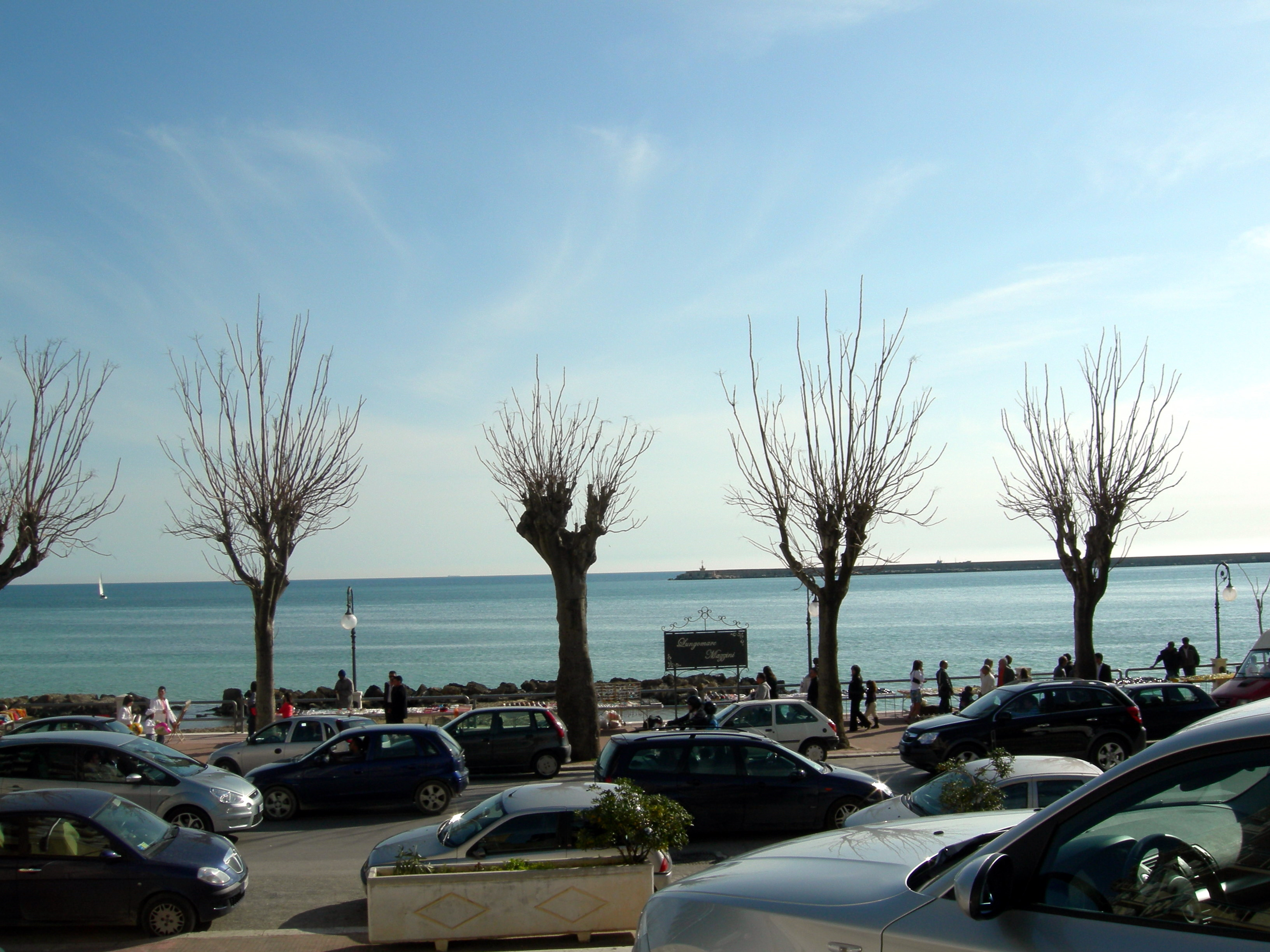
كورنيش مادزيني
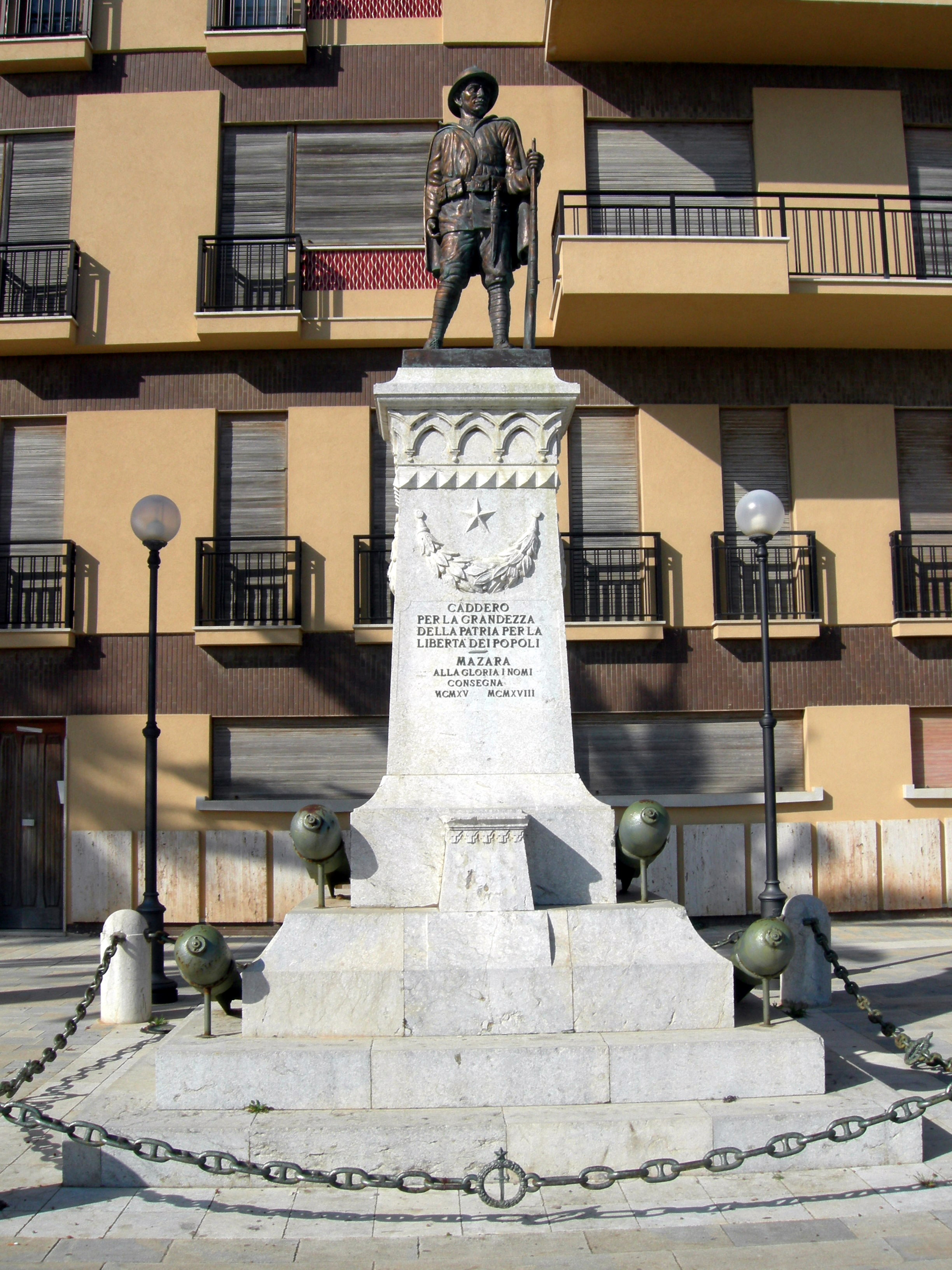
نصب الجندي المجهول
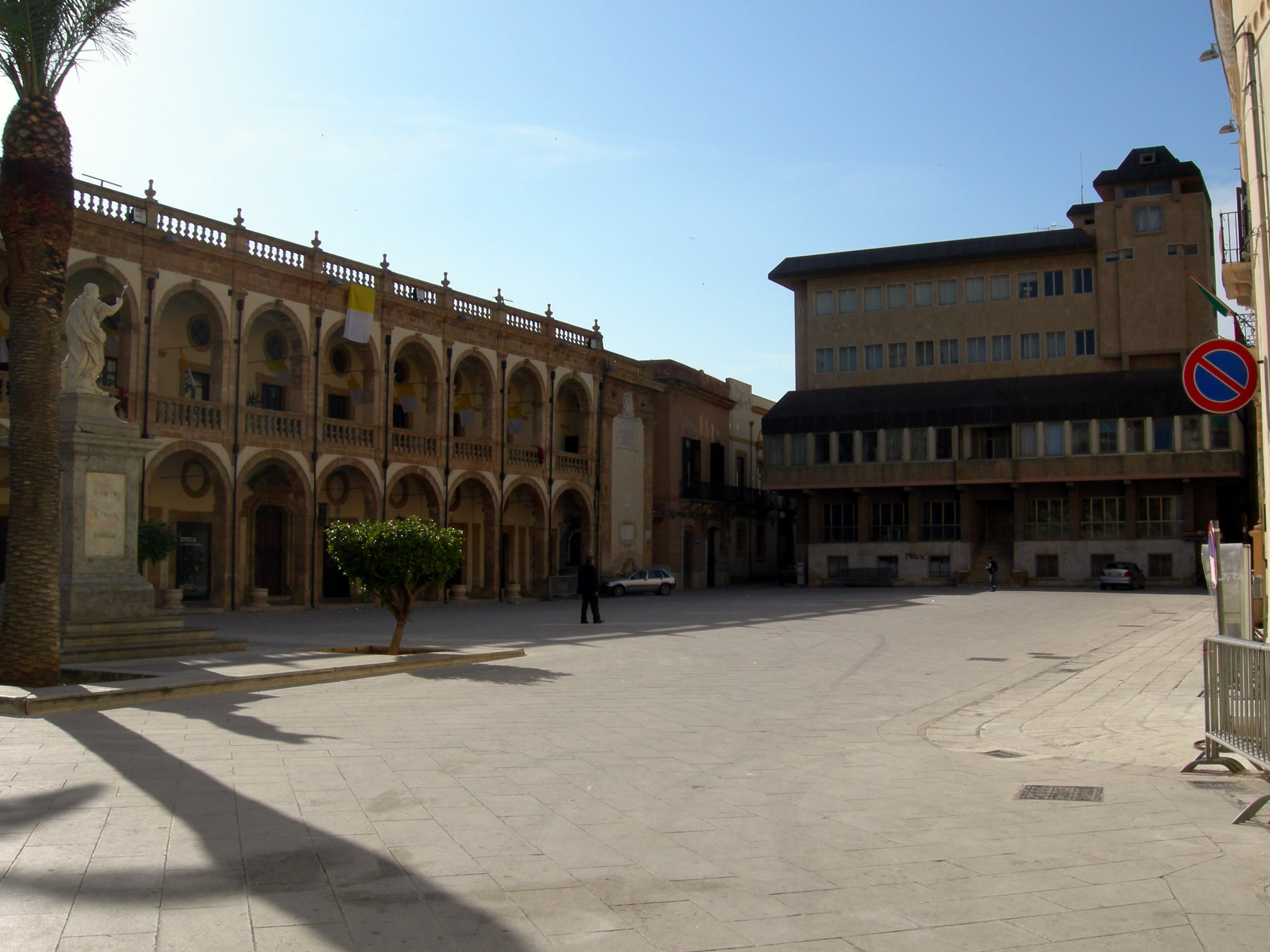
ساحة الجمهورية
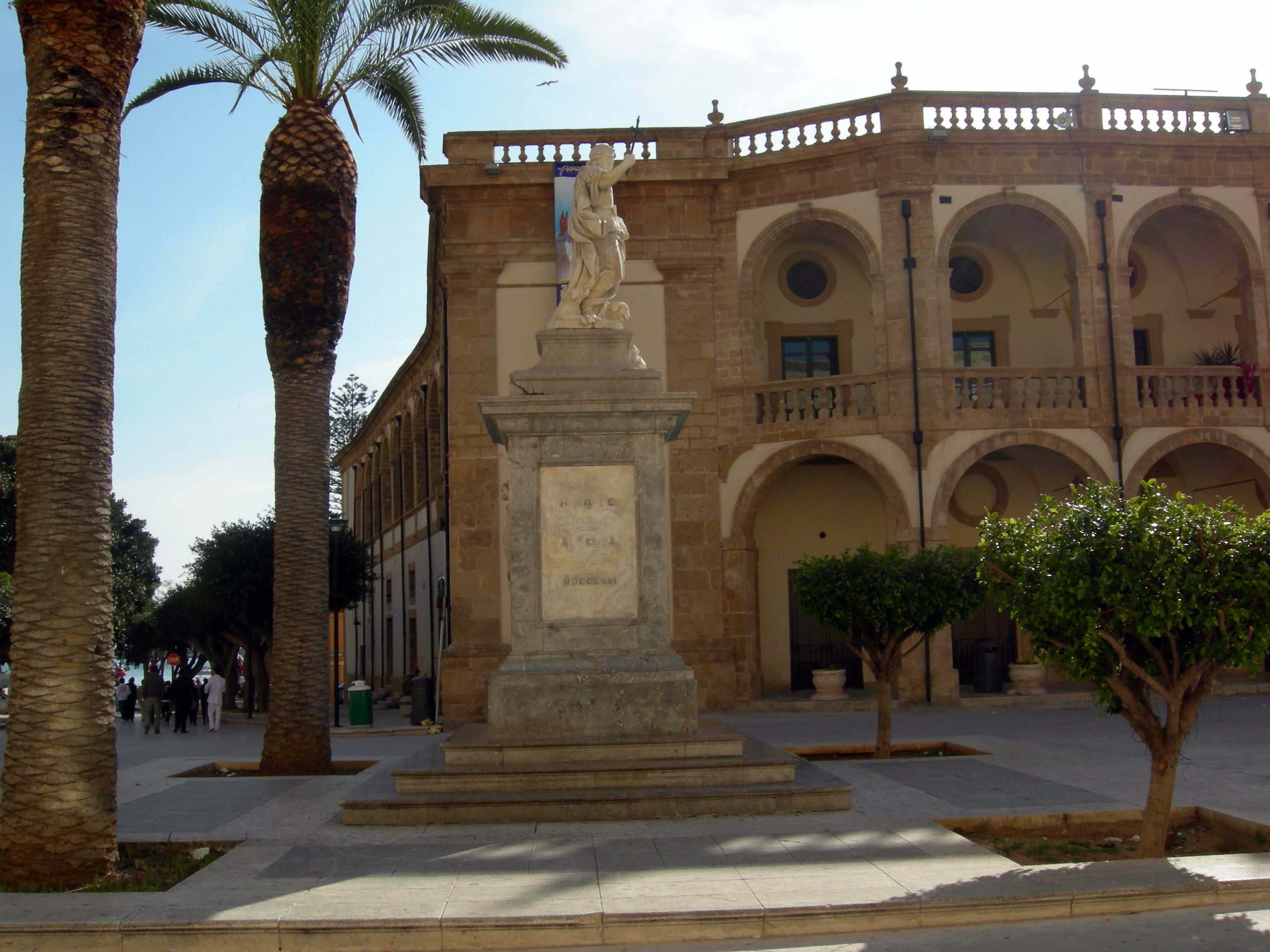
سان فيتو
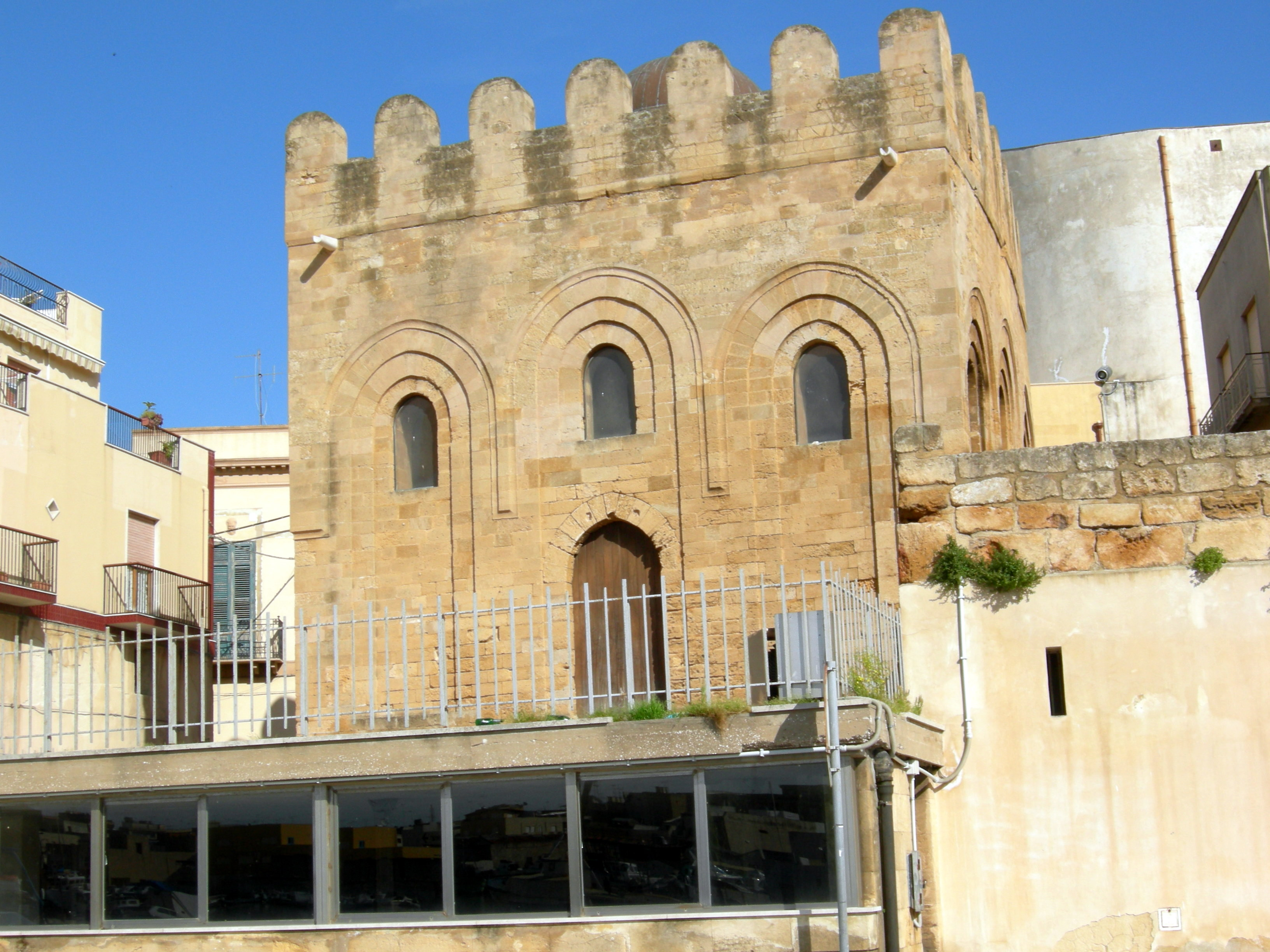
كنيسة سان نيقولو ريغالي
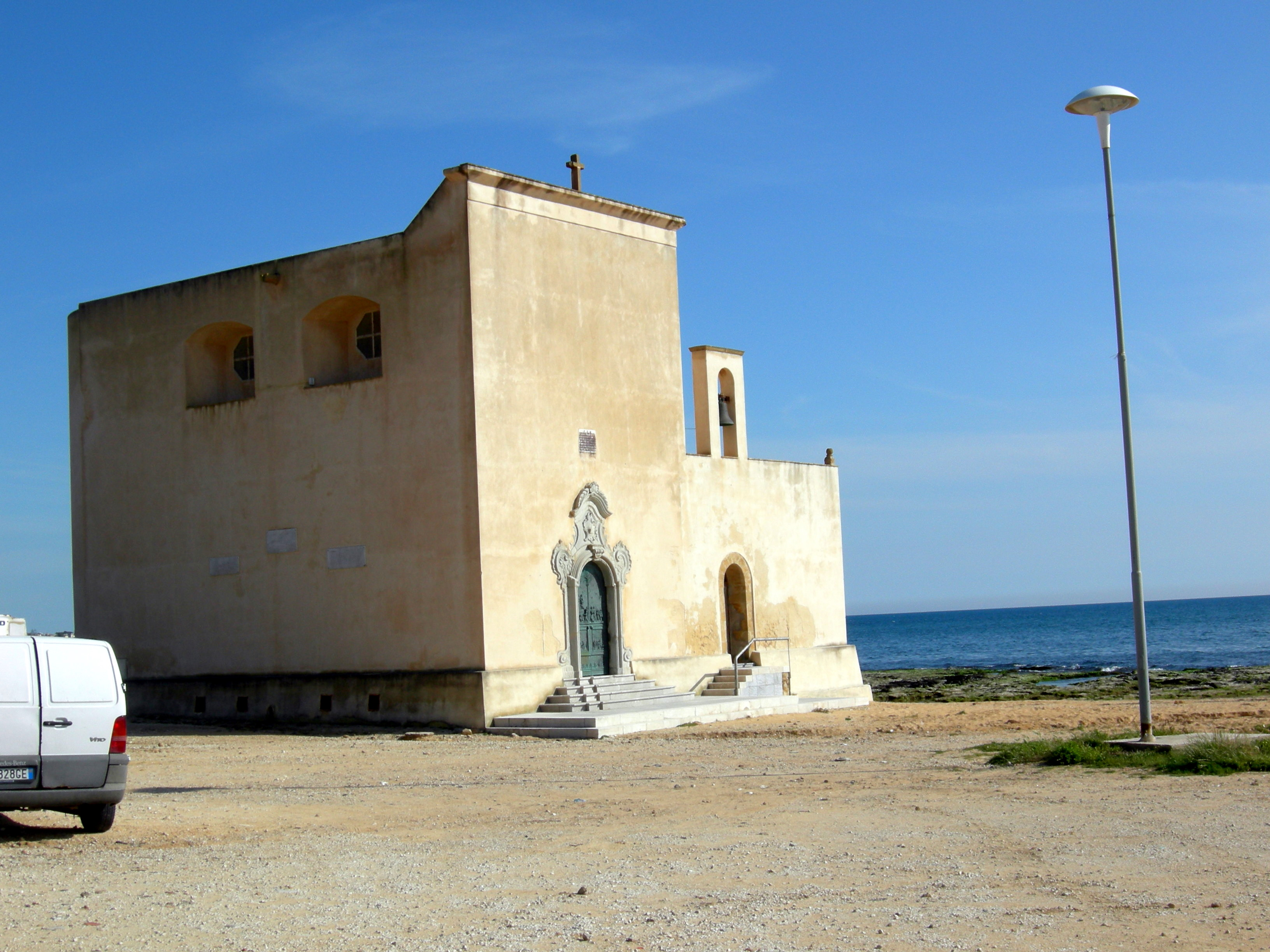
كنيسة سان فيتو

## السكان
في سنة 1640 بلغ عدد السكان 7٬788 نسمة، وتطور العدد ليصل في سنة 2011 لـ 49٬995 نسمة.
يظهر هذا المخطط البياني تطور النمو السكاني لـ مازر